# Ferrovial (entreprise espagnole)
Pour l'entreprise algérienne, voir Ferrovial (entreprise algérienne).
Ferrovial S.E. (BMAD : FER), fondée en 1952, est une entreprise espagnole du secteur des transports cotée à l'Ibex 35.

## Historique
Le 18 décembre 1952, Rafael del Pino y Moreno fonde Ferrovia dans un grenier situé dans le centre de Madrid (à côté de l'église Saint-Jérôme-le-Royal), une entreprise spécialisée dans les transports ferroviaires, à l'occasion d'un contrat avec Renfe. Durant les années 1960, le groupe se diversifie dans la construction de routes, de ponts, et d'immeubles. Dans les années 1970, le groupe s'étend à l'international, et s'installe en Libye, au Mexique, au Brésil et au Paraguay.
En 1992, Rafael del Pino Calvo-Sotelo devient PDG du groupe.
En juin 2006, Ferrovial opère une OPA sur BAA Limited, plus grand opérateur d'aéroports en Grande-Bretagne, pour £10.3 milliards, puis en octobre 2009, Ferrovial revend l'aéroport de Londres-Gatwick (détenu via BAA Limited) pour €1,6 milliard. En décembre 2006, Ferrovial vend l'ensemble de ses actifs immobilier au groupe Habitat Grupo Empresarial pour €2,2 milliards, et prend en échange 20 % du groupe acquéreur pour €125 millions.
En septembre 2008, Ferrovial cède l'aéroport international de Belfast à ABN AMRO pour £132,5 millions.
En 2009, Ferrovial fusionne avec sa filiale Concessions Cintra,.
En 2010, Ferrovial vend le sous-traitant aérien Swissport au fonds français PAI partners pour €888 millions,. En août 2010, Ferrovial est accusée d'avoir versé des commissions illégales au parti Convergence démocratique de Catalogne pour l'obtention d'un contrat de rénovation du palais de la musique catalane
En octobre 2014, Ferrovial fait une OPA sur Transfield Services, qui gère certains centres offshore controversés de détention de demandeurs d'asile dans les îles de Nauru et l'île de Manus, qui est rejetée par Transfield. Le même mois, Ferrovial s'allie à l'australien Macquarie pour racheter les aéroports de Glasgow, d'Aberdeen, et de Southampton au groupe Heathrow Airport Holdings dont Ferrovia détient également 25 % des parts.
En mai 2015, Ferrovial inaugure à Annaba (Algérie) l'usine Cital d'assemblage et de maintenance de tramways. En août 2015, un accord est signé avec le russe Uralgonzavod pour doubler la capacité de production de l'usine Cital et y produire également des wagons-citernes, des bulldozers, et d'autres engins de construction.
En décembre 2015, Ferrovial s'allie avec le français Meridiam pour répondre à l'appel d'offres sur les aéroports de Nice-Côte d'Azur et de Lyon-Saint-Exupéry,.
En mars 2023, Ferrovial annonce le transfert de son siège social aux Pays-Bas, induisant une importante controverse en Espagne. Le transfert, pour des raisons fiscales, se fait alors que le groupe a touché plus d'un milliard d'euros d'aides publiques depuis 2020. Le transfert est voté par l'assemblée des actionnaires le mois suivant, malgré l'opposition du gouvernement espagnol.
En novembre 2023, Ferrovial annonce la vente de sa participation de 25 % dans l'aéroport de Londres-Heathrow au Fonds public d'investissement d'Arabie saoudite et à Ardian pour 2,37 milliards de livres.

## Activités

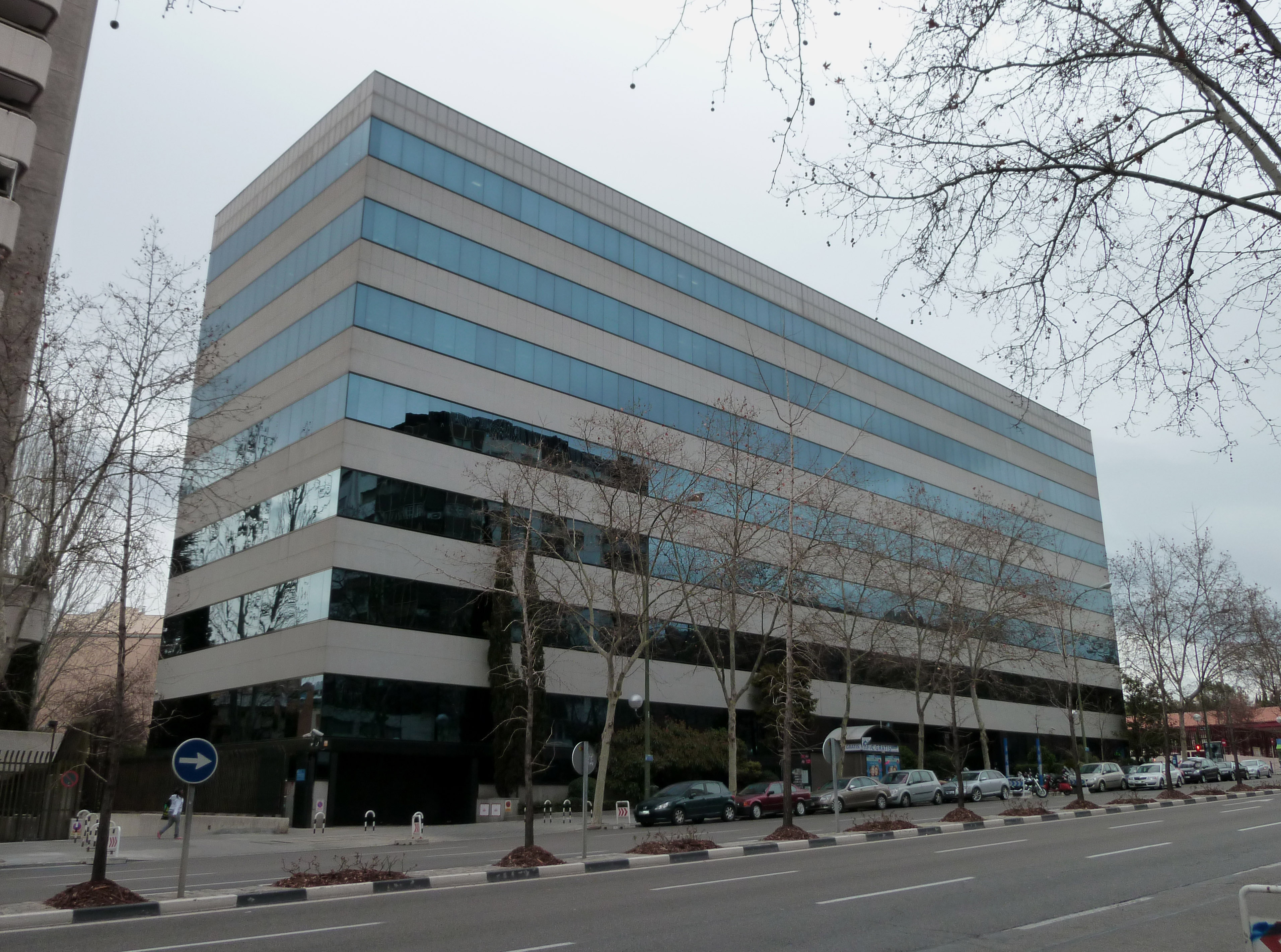
Siège de l'entreprise à Madrid.

Ferrovial est un des leaders mondiaux d'opérateur d'infrastructures et de services municipaux. Le groupe emploie en 2016 74000 employés et s'est implanté das 15 pays. L'activité de Ferrovial se déploie dans quatre secteurs différents :
- Services de maintenance des voiries, des espaces urbains, des infrastructures
- Promotion, investissement et gestion d'autoroutes privées
- Ingénierie civile, design et construction d'infrastructures immobilières
- Gestion d'aéroports